# Conspirata
Conspirata (Lustrum) è il secondo romanzo della trilogia di Robert Harris sull'Antica Roma e sulla vita di Marco Tullio Cicerone, celebre oratore romano. In Inghilterra è stato pubblicato nell'ottobre 2009, in Italia a partire dall'anno successivo con la traduzione di Stefano Viviani.

## Trama
Sedotti dal potere.

Distrutti da Roma.»
(Robert Harris, Conspirata)
Il libro è strutturato come una biografia di Cicerone, a partire dalla sua nomina a console, avvenuta nel 63 a.C. Tema centrale è il complotto organizzato da Catilina in combutta con alcuni senatori corrotti e osteggiato da Crasso. Cicerone riuscirà a svelare l'intrigo, e, grazie alle sue orazioni, convincerà il senato a condannare a morte molti dei partecipanti al complotto.
Il ritrovamento del corpo di un ragazzino nel Tevere fa subito pensare che sia un messaggio di sventura per Cicerone che due giorni dopo sarebbe divenuto console. L'avvocato però non dà molta importanza al fatto e per dimostrare che non crede alla sfortuna dà una grande festa la sera dell'investitura. Dopo essere stato informato di alcuni complotti orditi contro di lui, inizia a preoccuparsi e continua a consultarsi con i suoi più stretti amici come il fratello Quinto e i patrizi Attico e Lucullo. Questi gli procurano una scorta privata che potrà utilizzare quando non avrà la scorta di littori fornita dalla repubblica.
A capo della cospirazione vi è Sergio Catilina, un patrizio decaduto che, dopo aver perso le elezioni alla carica consolare a causa di Cicerone, cerca di rovesciare la Repubblica uccidendo il console. Il primo attacco avviene quando alcuni uomini sotto il comando di Catilina si recano sotto casa di Cicerone e tentano di appiccare il fuoco alla casa buttandovi delle torce sul tetto. Il piano fallisce grazie alla prontezza di Attico, che aveva inviato le sue truppe appena saputo dell'attacco. Fallito l'intento dei cospiratori, Catilina si ritira in Etruria continuando comunque a impartire ordini tramite il suo alleato Lentulo Sura, pretore urbano.
Per dimostrare il tradimento contro lo Stato, Cicerone attira i congiurati in una trappola: manda dei Galli da Sura informandolo che la loro tribù sarebbe pronta ad appoggiare Catilina se avessero mandato via i romani dalle Alpi. Ovviamente il pretore accetta spedendo una lettera al capo tribù e una a Catilina. Le missive vengono intercettate e mostrate in Senato, il quale decide univocamente per la morte ai cospiratori: quelli che si trovano a Roma, come Lentulo ed altri, vengono strangolati nel Carcer; quelli in Etruria, come Catilina, vengono uccisi in battaglia dall'esercito.
Scampato il pericolo, la vita di Cicerone è abbastanza tranquilla, con un ruolo marginale nella vita politica ad eccezione di qualche processo grazie al quale torna sulla scena da protagonista. Si torna a parlare di lui quando il tribuno Clodio promuove una legge secondo la quale Cicerone sarebbe dovuto partire per l'esilio per aver mandato a morte cittadini romani senza prima aver usufruito della provocatio ad populum. Così, Cicerone e il suo segretario Tirone partono per Brindisi assieme a qualche altro schiavo.

## Edizioni
- Robert Harris, Conspirata, traduzione di Stefano Viviani, Collana Omnibus, Arnoldo Mondadori Editore, 2011,  p. 442, ISBN 9788804606475.
- Robert Harris, Conspirata, collana Oscar bestsellers, traduzione di Stefano Viviani, Mondadori, 18 ottobre 2016,  p. 322, ISBN 9788804670452.